# Образцова Олена Василівна
Образцо́ва Оле́на Васи́лівна (рос. Елена Васильевна Образцова; 7 липня 1939, Ленінград, РРФСР — 12 січня 2015, Лейпциг, Саксонія, Німеччина) — видатна радянська співачка (мецо-сопрано), педагог і актриса, народна артистка СРСР (1976), лауреат Ленінської премії й Державної премії РСФСР, Герой Соціалістичної Праці.
В роки війни була евакуйована в Устюжну. Освіту отримала в Ростовському музичному училищі та Ленінградській консерваторії. У 25-річному віці вперше виступила у Большому театрі, з 1963 — солістка Большого театру в Москві, з середини 1970-х активно гастролює в США. Виступала в багатьох провідних театрах і концертних залах світу, в тому числі у «Ла Скала» в Мілані, «Метрополітен-опера» в Нью-Йорку, Віденській державній опері. У 2007—2008 роках була художнім керівником Михайлівського театру.
Здобула перемоги на конкурсах:
- 1962 — 1-а премія на Всесоюзному конкурсі вокалістів імені М. І. Глінки
- 1962 — Золота медаль 8-го Всесвітнього фестивалю молоді і студентів у Гельсінкі (1962)
- 1970 — 1-а премія на Міжнародному конкурсі вокалістів імені Ф. Віньяса в Барселоні
- 1970 — 1-а премія на Міжнародному конкурсі імені П. І. Чайковського в Москві

## Громадська діяльність
У березні 2014 року підписала листа на підтримку політики президента Росії Володимира Путіна щодо російської військової інтервенції в Україну.